# (442527) 2011 WH106
(442527) 2011 WH106 es un asteroide perteneciente al cinturón de asteroides, descubierto el 29 de noviembre de 2011 por el equipo del Spacewatch desde el Observatorio Nacional de Kitt Peak, Arizona, Estados Unidos.

## Designación y nombre
Designado provisionalmente como 2011 WH106.

## Características orbitales
2011 WH106 está situado a una distancia media del Sol de 2,958 ua, pudiendo alejarse hasta 3,072 ua y acercarse hasta 2,843 ua. Su excentricidad es 0,039 y la inclinación orbital 5,562 grados. Emplea 1857,79 días en completar una órbita alrededor del Sol.
Los próximos acercamientos a la órbita de Júpiter ocurrirán el 3 de agosto de 2046, el 22 de marzo de 2082 y el 7 de noviembre de 2117.

## Características físicas
La magnitud absoluta de 2011 WH106 es 16,45.